# Vincent Malakwen
Vincent Malakwen (ur. 19 lipca 1974) – kenijski lekkoatleta, średniodystansowiec.

## Osiągnięcia
Dwukrotny medalista igrzysk afrykańskich (1995).
Bez powodzenia startował na mistrzostwach świata juniorów (1992). Srebrny medalista mistrzostw Wielkiej Brytanii (AAA Championships) w biegu na 800 metrów (1994). W tym samym roku wygrał bieg na 800 metrów podczas otwartych mistrzostw Indii.

## Rekordy życiowe
- Bieg na 800 metrów – 1:44,1h (1996)
- Bieg na 1000 metrów – 2:15,89 (1996)
- Bieg na 1500 metrów – 3:36,16 (1995)